# 1915 v letectví

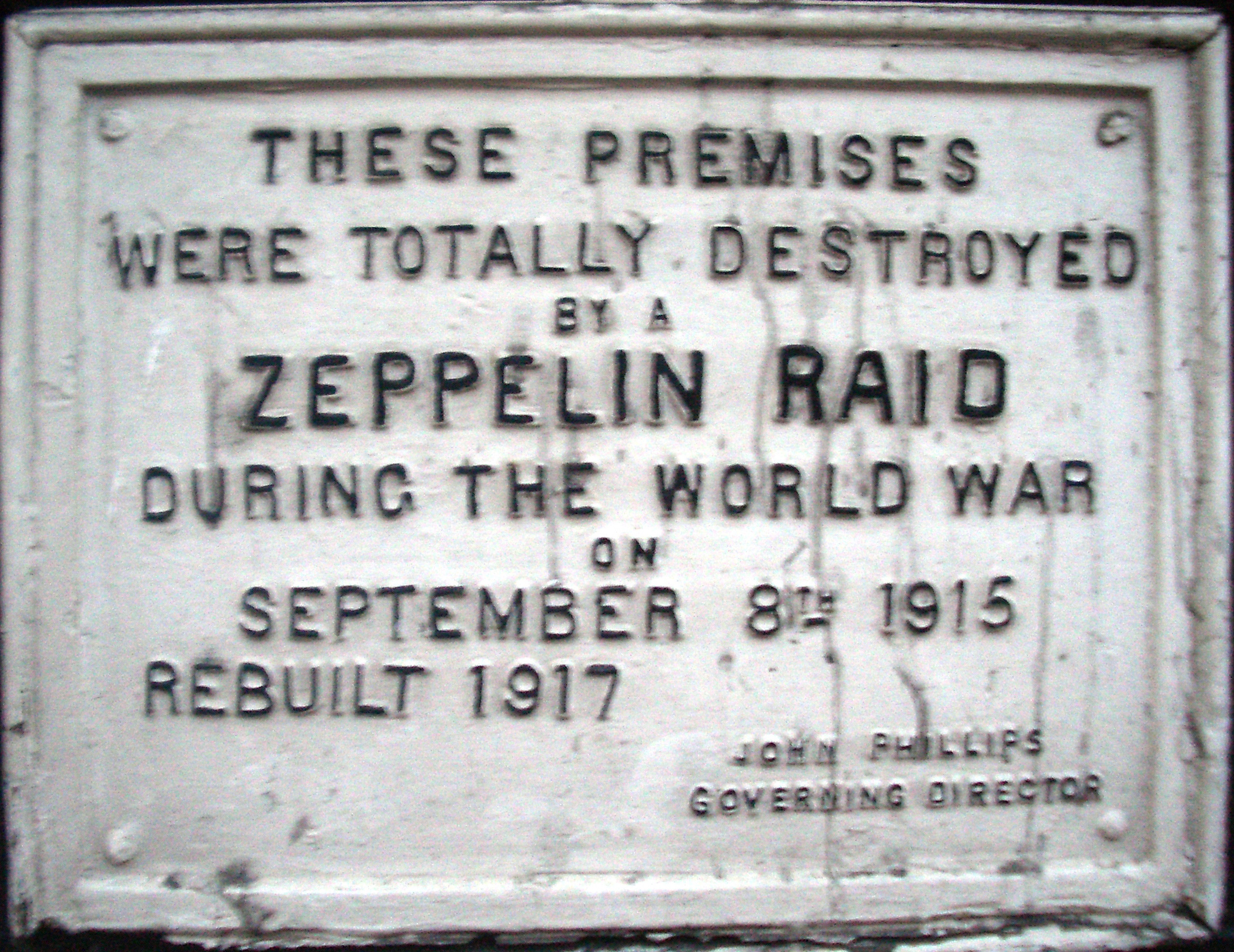
Nálet zepelinu během světové války

Tento článek obsahuje seznam událostí souvisejících s letectvím, které proběhly roku 1915.

## Události

### Srpen
- 1. srpna – Max Immelmann dosahuje svého prvního sestřelu a začíná tak svou kariéru leteckého esa. Zároveň je to i symbolický začátek období známého jako Fokkerova metla.
- 19. srpna – Oswald Boelcke dosahuje svého prvního sestřelu na Fokkeru E.I vybavenému synchronizovaným kulometem
- 31. srpna – první francouzské letecké eso Adolphe Pégoud je zabit v leteckém souboji. Celkem dosáhl 6 vítězství.

## První lety
- Short S.184, začátek jara
- Avro 521, koncem roku

### Leden
- Gotha G.I, německý dvoumotorový bombardér

### Květen
- 21. května – SPAD A.1

### Červen
- Caudron R.4
- 1. června – Airco D.H.2, britský stíhací dvouplošník s tlačnou vrtulí

### Září
- Martinsyde G.100

### Prosinec
- AEG G.III
- Sopwith 1½ Strutter
- 17. prosince – Handley Page O/100, britský těžký bombardér
- 19. prosince – Anatra D Anade